# シネマ・リオーネ古川
シネマ・リオーネ古川（シネマ・リオーネふるかわ、Cinema Rione Furukawa）は、宮城県大崎市古川台町の商業施設「リオーネふるかわ」内にあるシネマコンプレックス。2006年3月18日開館。

## 運営
運営企業は1997年6月に町おこしを目的とし設立された台町ティー・エム・シー株式会社。町おこしを目的にシネマコンプレックスを開業したのは同館が日本国内で初の事例とされ、その成否が注目されている。また、開業にあたり東急レクリエーションが全面的な業務協力を行い、社員の研修は同社が県内で運営している「109シネマズ富谷」（イオンモール富谷内）にて行われた。同館を含むリオーネふるかわの開発には国土交通省や経済産業省、宮城県、古川市から補助金を受けており、その総事業費は30億円だった。

## 歴史
全国の映画館数がピークに達した1960年、古川市には4スクリーンの映画館があり、仙台市や石巻市にスクリーン数で大きく水をあけられる状況であった。やがて市内の映画館は次第に減り、最後まで残った古川文化劇場が2003年に閉館すると、古川市内から従来型の映画館が消滅した。
その後先述の台町ティー・エム・シーが設立し、2002年に宮城県から再開発の認可が下りると、市内に新しい映画館を作りたいという機運が高まる。そして、古川出身の佐藤進率いる東急レクリエーションが無償で番組編成や業務に関するノウハウを指導し、古川文化劇場閉館から3年を経た2006年、同市台町に商業施設「リオーネふるかわ」が竣工し。同年3月18日、リオーネ2階に6スクリーンのシネコンとして「シネマ・リオーネ古川」がオープンした。開業から2週間後の3月31日、古川市は周辺6町と合併し大崎市に改称。所在地は古川市台町から大崎市古川台町に変更された。
2008年6月14日の岩手・宮城内陸地震では、同市内で震度6弱を観測。一部シアターの天井が崩落する状況となり、約3週間の修理を要する。それから3年後の2011年3月11日に東日本大震災が発生し、4か月の長期休業を余儀なくされた。震災後に上映方式がフィルムからデジタル上映へと移行している。
2020年は新型コロナウイルス（COVID-19）感染拡大に伴う緊急事態宣言の影響で、同年4月18日から5月14日まで1か月間休業した。

## 設備
| シアター | 座席数（車椅子席） | 音響設備                       |
| -------- | ------------------ | ------------------------------ |
| 1        | 303 (2)            | SRD-EX DTS (TMC Natural Sound) |
| 2        | 131 (1)            | SRD-EX DTS                     |
| 3        | 113 (1)            | SRD-EX DTS                     |
| 4        | 113 (1)            | SRD-EX DTS                     |
| 5        | 235 (1)            | SRD-EX DTS (TMC Natural Sound) |
| 6        | 115 (1)            | SRD-EX DTS                     |

6スクリーンあり、そのすべてにdtsやドルビー・デジタル・サラウンドEXといった一般的なサラウンドシステムを設置している。また、シアター1と5にはエレクトロボイスのメインスピーカーと村田製作所の球形ツィーターES105を組み合わせて導入した。高周波音域を充実させ自然音を再現するとし、『TMC Natural Sound』と銘打ち同館独自の音響設備規格としている。なお、同様の導入事例としてはOSシネマズミント神戸の『OSピュアサウンド』やシネプレックスの『HDCS』導入劇場の一部などが存在する。